# Arno Weinkauf
Arno Weinkauf (* 25. März 1927 in Kreuz (Pommern); † 2. Januar 2003 in Bremen) war ein deutscher Gewerkschaftssekretär und Politiker (SPD).

## Biografie

### Ausbildung und Beruf
Weinkauf absolvierte von 1941 bis 1943 eine Lehre als Flugzeugbauer. Danach war er Soldat, Kriegsgefangener und Landarbeiter. Von 1946 bis 1956 arbeitete er als Schlosser bei Borgward in Bremen. 1948 wurde er Mitglied der Gewerkschaft IG Metall. 1956 bis 1964 war er technischer Angestellter im Flugzeugbau.
1964 wurde er Sekretär der IG Metall und 1968 erster Bevollmächtigter der IG Metall in Bremen und stellvertretender Geschäftsführer der Wohnungsbaugesellschaft Neuen Heimat in Bremen sowie Vorstandsmitglied in der Angestelltenkammer Bremen. In einer Zeit wilder Streiks (1969) und mehrerer IG-Metalllisten bei den Betriebsratswahlen der Klöckner-Werke in Bremen wurde Weinkauf über Bremen hinaus bekannt durch das Ausschlussverfahren der IG-Metall Bremen von 1970 gegen 42 oppositionelle Gewerkschafter der Klöckner-Hütte Bremen, darunter der stellvertretende Betriebsratsvorsitzende Bonno Schütter.
Anfang 1984 regte sich in der Gewerkschaft starker Unmut gegen Weinkauf. Während diese für die Einführung einer Ausbildungsplatzabgabe in Bremen plädierte, enthielt sich die SPD-Fraktion in der Bürgerschaft mit Weinkauf nach langwierigen Debatten geschlossen, was zur Ablehnung des Gesetzes führte. Im Februar verlor er den Posten als erster Bevollmächtigter in einer Kampfabstimmung an Hans Ziegenfuß, den Betriebsratsvorsitzenden der Werft AG Weser.

### Politik
Weinkauf trat 1966 der SPD bei und wurde Vorsitzender des SPD-Ortsvereins Osterholz-Ost in Bremen.
Von 1975 bis 1987 war er Mitglied der Bremischen Bürgerschaft. In der Bürgerschaft war er vornehmlich in der Deputation für Wirtschaft und Außenhandel tätig.